# Konzil von Laodicea
Das Konzil von Laodicea war eine regionale Synode, an der etwa 30 Geistliche aus Kleinasien teilnahmen. Sie fand zwischen etwa 325 und 382 statt.

## Datierung
Dass das Konzilsdokument ohne Einleitung, Datum und Teilnehmerliste überliefert ist, macht die Datierung schwierig. Terminus ante quem ist etwa das Jahr 430, da Theodoret dieses Konzil erwähnt. Weil das Erste Konzil von Konstantinopel (381) anscheinend auf den Text des Konzils von Laodizea Bezug nahm, kann auch dieses Datum als zeitliche Obergrenze angesetzt werden. Terminus post quem ist die Amtszeit von Bischof Photinus von Sirmium, der etwa 344 die Bischofsweihe empfing und 351 auf dem Konzil von Sirmium verurteilt wurde; Can. 7 des Konzils von Laodicea erwähnt nämlich neben Quartodezimanern und Novatianern auch Photinianer.

## Zeitgeschichtlicher Kontext
Laodicea, Hierapolis und Kolossai, drei Städte im Lykostal, wurden bereits im Neuen Testament erwähnt und wiesen also schon sehr früh christliche Gemeinden auf. Laodicea lag an einer wichtigen Handelsroute von Ephesus Richtung Osten, die allerdings 330 durch die Verlegung der Hauptstadt von Rom nach Konstantinopel an Bedeutung verlor. Flavius Josephus erwähnte große jüdische Gemeinden in Laodicea und Sardes; die Bedeutung der dortigen Gemeinde wird durch die antike Synagoge von Sardes (2. bis 6. Jahrhundert n. Chr.) eindrucksvoll bestätigt, die 1962 entdeckt und archäologisch erforscht wurde. Bauarbeiten an der Synagoge von Sardes fanden statt, nachdem Theodosius II. im Jahr 438 ein Gesetz erlassen hatte, das den Synagogenbau verbot; dieses wurde offensichtlich, wie auch andernorts, ignoriert. Während für Laodicea abgesehen von der Erwähnung bei Josephus eine jüdische Gemeinde nicht bezeugt ist, gibt es Hinweise auf jüdische Gemeinden in den Nachbarorten Apameia, Acmonia, Hierapolis und Eumeneia. Anscheinend bestanden zwischen Juden und Christen enge Beziehungen, so gebrauchten beide Gruppen in Eumeneia fast gleiche Formulare bei Grabinschriften.
Die christliche Gemeinde von Laodizea wird von Ignatius von Antiochia erwähnt. Eine bedeutende Persönlichkeit war Bischof Sagaris von Laodicea, der in der Diokletianischen Verfolgung starb. Auf dem Ersten Konzil von Nicea war Laodicea durch Bischof Nunechios repräsentiert. Archäologisch ist das Christentum in Laodicea in dieser Zeit wenig bezeugt, doch aus der Region nördlich der Stadt (Cadi, oberes Tembris-Tal, Temenothyrae) belegen Inschriften die christliche Präsenz. Eine Inschrift aus Temenothyrae nennt den montanistischen Bischof Diogas und eine Presbyterin (πρεσβυτερα). Die Dichte an montanistischen Inschriften zeigt, dass Temenothyrae ein Zentrum der Bewegung  war.
Fragt man, wie die großen Theologen des 4. Jahrhunderts, die in der Region wirkten, zum Judentum und „judaisierenden“ Christen standen, so scheint das nicht im Zentrum ihres Interesses gelegen zu haben. Basilius von Caesarea, Gregor von Nyssa und Gregor von Nazianz waren vor allem mit der Abwehr des homöischen Reichsdogmas befasst. Einmal erwähnt Gregor von Nyssa, dass sein Bruder Basilius während der schweren Hungersnot des Jahres 368 Lebensmittel an die Bevölkerung verteilen ließ, „auch an jüdische Kinder.“ Wo sich Gregor von Nyssa in seinen Schriften mit dem Unterricht von Katechumenen aus dem Judentum befasste, blieb er allgemein und ließ keine lokalen Bezüge erkennen. In der Region Pontus wirkte Bischof Asterius von Amaseia (um 400), der anscheinend Kenntnis der jüdischen Feiertage hatte und sich an ein Publikum wandte, das diese Feste ebenfalls kannte, ja sie womöglich mitfeierte.

## Wichtige Themen
Das Konzil befasste sich vor allem mit dogmatischen Fragen und der Kirchenorganisation. Es legte seine Dekrete in Form schriftlicher Regeln in 59 oder 60 „Kanones“ nieder. Diese sind auffällig knapp gehalten und könnten Exzerpte eines verlorenen, längeren Textes sein. Sie zielten beispielsweise auf:
1. die Beschränkung der Privilegien von Neophyten (Mit Neophyt (gr.-lat. neu gepflanzt) wurde in der Alten Kirche der Neugetaufte bezeichnet, der von seiner Taufe in der Osterzeit bis zum Sonntag Quasimodogeniti weiße Kleider trug),
2. die Einschränkung der Befugnisse der niederen Geistlichkeit,
3. die Begrenzung des Umgangs mit allem, was mit Häresie in Verbindung steht,
4. das Verbot der Ausübung des Priesteramtes durch Frauen[10]
5. die Bekämpfung der Judaisten unter den Christen.

Aus den beiden folgenden Canones geht hervor, dass der Sabbat für die Christen in Laodicea eine besondere Bedeutung hatte.

„Am Sabbat sollen die Evangelien zusammen mit den anderen Schriften gelesen werden.“

Anscheinend gab es am Sabbat eine gottesdienstliche Zusammenkunft von Christen. Die Canones 49 und 51 erwähnen den Sabbat und den Tag des Herrn (Sonntag) zusammen als besonders hervorgehobene Tage. Can. 16 bietet einige Probleme, die unterschiedlich gelöst werden. Manche nehmen an, gestützt auf Can. 37, dass Christen am Sabbat den Gottesdienst in der Synagoge besuchten. Andere meinen, dass Christen jüdischer Abstammung weiterhin den Sabbat in gewohnter Weise feierten und dabei aus dem Alten Testament lasen. Schließlich könnten auch Christen ohne jüdischen Hintergrund sich von jüdischer Glaubenspraxis angesprochen gefühlt haben und diese kopiert haben. Die Schriftlesung aus dem Alten Testament scheint für diese Christen selbstverständlicher gewesen zu sein als die Lesung aus den Evangelien.

„Christen sollen nicht auf jüdische Weise leben (ἰουδαίζειν) und am Sabbat keine Arbeit tun; sie sollen an diesem Tag arbeiten. Als Christen sollen sie den Tag des Herrn ehren und an diesem, soweit möglich, nicht arbeiten. Wenn man feststellt, dass sie auf jüdische Weise leben, soll gegen sie das Anathema von Christus ausgesprochen werden.“

Die angedrohte Strafe ist wohl als Ausschluss aus der christlichen Gemeinschaft (communio) zu verstehen. Anscheinend war es populär, den Sabbat als Tag der Schöpfungsruhe zu begehen; wenn nun Arbeit am Sabbat angeordnet wurde, war die Fortführung dieses Brauchs unmöglich. Der Sonntag wurde als Beginn der neuen Schöpfung verstanden und nahm erst im Lauf des 4. Jahrhunderts, unterstützt durch staatliche Gesetzgebung, den Charakter eines Ruhetags an.

## Biblischer Kanon
Es gab einige Verwirrung über die Zahl der von diesem Konzil verkündeten Kanones. Der 59. Kanon beschränkte die Lesungen in der Kirche auf die „kanonischen“ Bücher des Alten und Neuen Testaments. Der 60. Kanon bestand aus der zugehörigen Liste des Biblischen Kanons. Darin sind 26 Bücher des Neuen Testamentes enthalten, die Offenbarung des Johannes ist nicht enthalten. Die Liste des Alten Testamentes enthält die 22 Bücher des Tanach sowie das Buch Baruch und den Brief des Jeremia. Dieser 60. Kanon fehlt bei einigen Manuskripten, was den Eindruck erweckt, dass er später angefügt wurde. Da eine solche Liste zur Einhaltung des 59. Kanon erforderlich ist, wäre ihre Ergänzung nützlich. Kyrill von Jerusalem erstellte bereits um 350 eine zur Liste des Konzils passende Auflistung.